# Johann Artmann
Johann Artmann war ein österreichischer Fußballspieler.

## Karriere

### Verein
Artmann gehörte dem First Vienna FC von 1937 bis 1944 als Mittelfeldspieler an. Zunächst bestritt er in der Nationalliga neun Punktspiele, in denen er sechs Tore erzielte. Sein Debüt gab er am 13. Februar 1938 (10. Spieltag) bei der 0:2-Niederlage im Heimspiel gegen den FK Austria Wien, seine ersten beiden Tore erzielte er am 6. März 1938 (12. Spieltag) beim 2:2-Unentschieden im Heimspiel gegen den SK Admira Wien mit den Treffern zum 1:0 in der 40. und zum Endstand in der 74. Minute. Im Wettbewerb um den ÖFB-Cup bestritt er drei Spiele, bevor er mit seiner Mannschaft am 1. Mai 1938 mit 1:2 beim 1. Simmeringer SC im Viertelfinale ausschied. In der 1. Runde gelang ihm am 30. Jänner 1938 beim 4:1-Sieg bei Germania XIV Wien mit dem Treffer zum 2:1 in der 57. Minute sein einziges Pokalspieltor.
Nach dem erfolgten Anschluss Österreichs kam er von 1938 bis 1941 in der Gauliga Ostmark, von 1941 bis 1944 in der Gauliga Donau-Alpenland, in einer von 17, später auf 23 aufgestockten Gauligen zur Zeit des Nationalsozialismus als einheitlich höchste Spielklasse im Deutschen Reich in 54 Punktspielen zum Einsatz, in denen er 16 Tore erzielte.
Nach den Platzierungen fünf, vier und drei folgten in den Jahren 1942 bis 1944 drei Gaumeisterschaften in Folge. Aufgrund der im letztgenannten Zeitraum erzielten Erfolge war seine Mannschaft auch dreimal in Folge zur Teilnahme an Endrunde um die Deutsche Meisterschaft berechtigt. Sein Debüt gab er erst am 30. Mai 1943 im Wiener Praterstadion beim 2:0-Viertelfinalsieg über den TSV 1860 München. Bei der am 13. Juni 1943 in Stuttgart ausgetragenen Halbfinalbegegnung mit dem FV Saarbrücken wurde er ebenfalls eingesetzt, doch das Spiel wurde mit 1:2 verloren. Sein letztes Endrundenspiel bestritt er am 16. April 1944 in Brünn beim 6:3-Erstrundensieg über den dort ansässigen Militärsportverein. Das Aus ereilte seine Mannschaft am 21. Mai 1944 im Viertelfinale bei der 2:3-Niederlage beim Dresdner SC. Im 1935 erstmals ausgetragenen Wettbewerb um den Tschammerpokal, den ersten Pokalwettbewerb für Vereinsmannschaften, bestritt er einzig das am 3. Oktober 1943 ausgetragene Viertelfinale, das beim 1. FC Nürnberg mit 3:2 gewonnen wurde. Seine Mannschaft gewann das in Stuttgart am 31. Oktober 1943 ausgetragene Finale gegen die Militärmannschaft Luftwaffen-Sportverein Hamburg mit 3:2 n. V., in dem er jedoch nicht mitgewirkt hatte. 

### Auswahlmannschaft
Obwohl die Gauauswahlmannschaft Ostmark von 1938 bis 1942 insgesamt neun Spiele bestritten hatte, kam er als Spieler dieser Auswahlmannschaft einzig am 19. Mai 1940 in München im Halbfinale gegen die Gauauswahlmannschaft Bayern zum Einsatz, die Begegnung vor 18.000 Zuschauern wurde jedoch mit 0:2 verloren. 

## Erfolge
- Tschammerpokal-Sieger 1943 (ohne Finaleinsatz)
- Finalist Deutsche Meisterschaft 1942
- Gaumeister Donau-Alpenland 1942, 1943, 1944